# Buffalo (bier)
Buffalo is een Belgisch bier van hoge gisting.
Het bier wordt gebrouwen in Brouwerij Van Den Bossche te Sint-Lievens-Esse.
Buffalo 1907 bestaat sinds 1907 en is het oudste bier van de brouwerij. Het bier is genaamd naar het Circus Buffalo Bill. Volgens de overlevering zou dit bier het gevolg zijn van een fout van een jonge brouwersknecht. Toen het circus in 1907 zijn tenten opsloeg te Gent gingen de brouwersgasten allen daarnaartoe en bleef een jonge brouwersknecht bij de kookketels. Die had echter het vuur goed opgestookt maar niet geroerd waardoor een aangebrand bier ontstaan was. Met liet het bier gisten en het resultaat was een zwaarder bier met een speciale niet onaangename smaak, dat op de markt gebracht werd onder de naam Buffalo. Later werd de naam gewijzigd in Buffalo 1907.

Buffalo Stout werd voor het eerst gebrouwen in 2006 ter gelegenheid van het 100-jarig bestaan van het bier. Buffalo Bitter werd aanvankelijk gebrouwen op aanvraag van een Italiaans importeur. Buffalo (of Eskes bruinbier) werd erkend als Vlaams streekproduct.

## Varianten
- Buffalo Stout, donkerbruin bier, type stout met een alcoholpercentage van 9%
  - Deze stout werd ook uitgebracht in oak aged versie, 2012 editie gerijpt op eiken wijnvaten.
- Buffalo 1907, donkerbruin bier, type stout met een alcoholpercentage van 6,5%
- Buffalo Bitter, blond bier met een alcoholpercentage van 8%

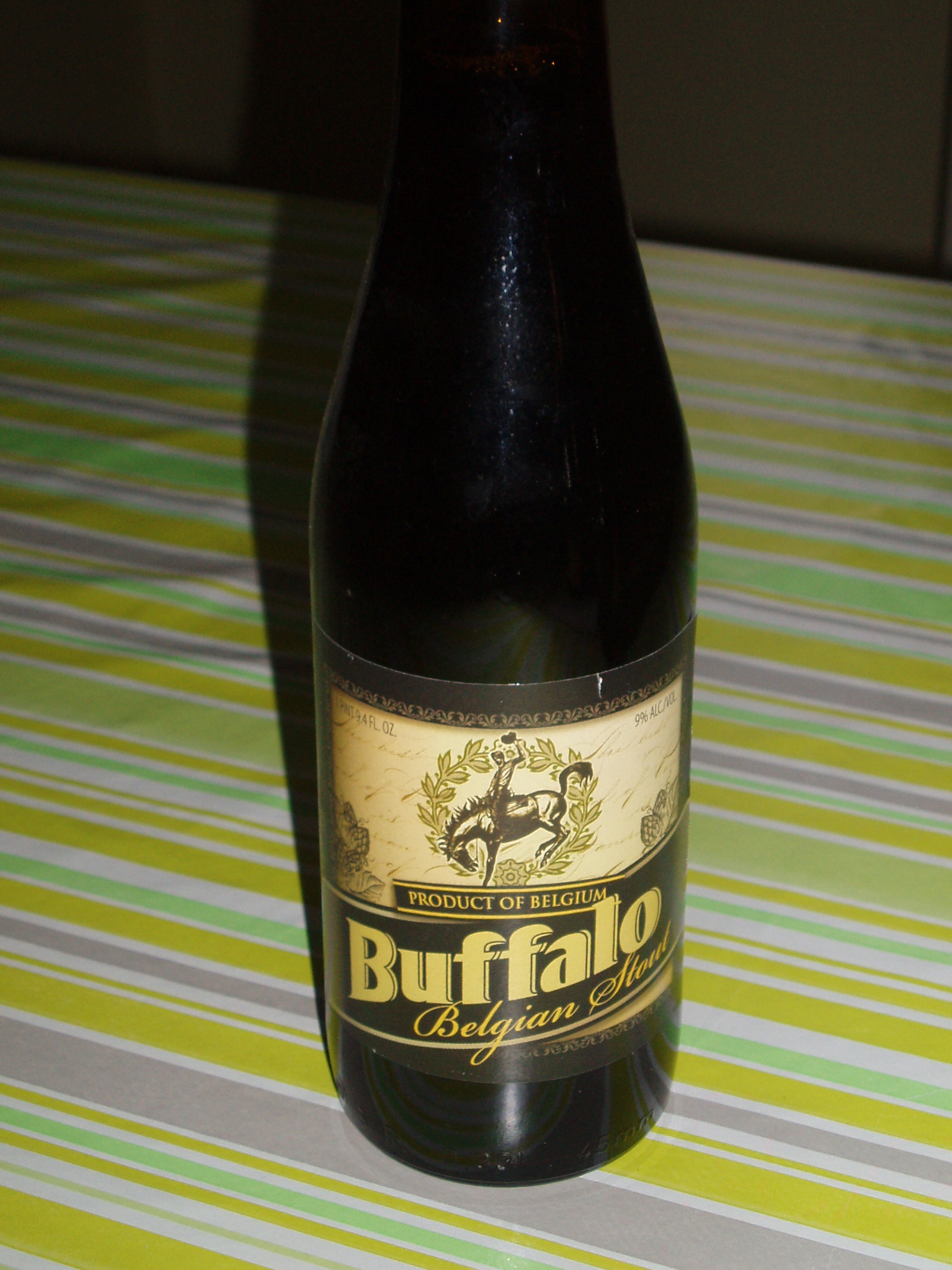
Buffalo Stout